# NGC 3052
NGC 3052 (другие обозначения — ESO 566-26, MCG −3-25-30, IRAS09521-1824, PGC 28570) — спиральная галактика с перемычкой (SBc) в созвездии Гидры. Открыта Уильямом Гершелем в 1785 году.
Диск галактики с изломом в профиле поверхностной яркости моделируется законом Серсика.
Этот объект входит в число перечисленных в оригинальной редакции «Нового общего каталога».
Галактика NGC 3052 входит в состав группы галактик NGC 3091. Помимо NGC 3052 в группу также входят NGC 3091, NGC 3124, ESO 566-19, MGC -3-26-6 и PGC 28926.
Это немного наклонённая спиральная галактика с тремя рукавами и небольшим округлым ядром. На фотографиях спиральные рукава обладают высокой поверхностной яркостью; западный рукав расширяется и становится слегка более тусклым по мере движения наружу, восточный рукав разделяется на два отдельных рукава довольно близко от их основания. Визуально при наблюдениях в любительский телескоп галактика представляет собой довольно слабый объект, видимый как овальное свечение, ориентированное с востока на запад. Яркость постепенно увеличивается к центру, но в галактике не видно яркое ядро. Радиальная скорость: 3580 км/с. Расстояние: 160 млн световых лет. Диаметр: 93 тыс. световых лет.